# 興安軍

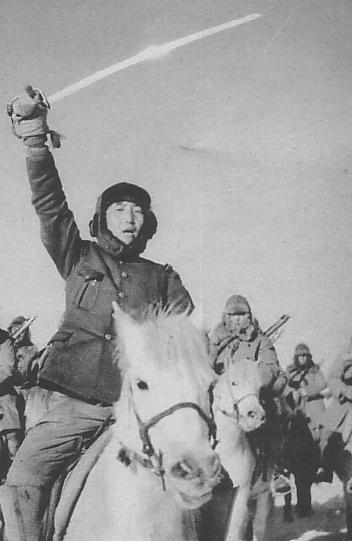
興安軍騎兵隊

興安軍（こうあんぐん）とは、満州国内のモンゴル族居住地域である興安省（興安四省）、熱河省を含む地域（現在の内モンゴル自治区の東部に相当。）を管轄した満州国軍の部隊の総称。兵員はモンゴル人によって構成されており、騎兵を主力部隊としていた。

## 概要
1932年4月に満州国軍が成立すると、関東軍は内蒙古自治軍（満州事変の際にモンゴル人で編成された義勇軍）を満州国軍に編入する方針を決定した。4月22日、興安軍の軍事顧問に斎藤恭平少佐、金川耕作大尉、生田吉五郎大尉、本間誠大尉が任命された。本間顧問は、内蒙古自治軍の改編をおこなうとともに興安東分省・南分省・北分省でモンゴル人青年を選抜して軍事訓練を施した。
5月、興安南分省に内蒙古自治軍を改編した興安南警備軍（司令官：バトマラプタン少将、参謀長：カンジュルジャブ）が編成された。1933年4月、興安北分省に興安北警備軍（司令官：ウルジン・ガルマーエフ少将）が成立し、興安東分省に興安東警備軍（司令官代理：チョルバートル上校）が成立した。熱河作戦後、熱河省のシラムレン以北が興安西分省として分離した際に、察東警備軍（司令官：李守信、親満の義勇軍）からモンゴル人編制の第4支隊を満州国軍に編入させ興安西警備軍（司令官代理：烏古廷上校）とした。1938年3月にこれら4つの警備軍を統括して興安軍管区（司令官：バトマラプタン）が成立し、のちに第9軍管区 （通遼）および第10軍管区（ハイラル）に改編された。
満州国軍の軍官（士官）の教育・訓練は、1932年9月から中央陸軍訓練処で行われていたが、言語・習慣などの違う漢人とモンゴル人を一緒に訓練することは困難であった。1934年7月1日、軍政部はモンゴル人軍官を専門に養成するため、興安軍官学校（校長：バトマラプタン兼任、顧問：下永憲次少佐）を鄭家屯の仮校舎に開設した。第一期生は72名が入校し 、翌年8月1日、学校は王爺廟の本校舎に移転した。興安軍官学校では、モンゴル民族の復興を趣旨とし、当初はモンゴル人唯一の高等教育機関として軍人の養成だけでなく、将来モンゴル人の指導者となる人材を養成することを目的として教育にあたっていた。1939年10月、陸軍興安学校に改称された。
満洲国軍刊行委員会編『満洲国軍』（蘭星会）によれば、モンゴル兵の能力として、広大で目印のない草原でも道に迷うことはなく、夜間でも目的地に着くことができること、戦闘に勇敢であること、馬術に優れ、手綱を持たずに射撃したり長時間走り続けられるということが挙げられている。

## 戦歴
1932年9月、ホロンバイル地方で蘇炳文が叛乱を起こすと、満州国軍は蘇炳文討伐作戦に協力、本間誠顧問の率いる興安南警備軍も参加した。1933年の熱河作戦では、興安南警備軍司令官バトマラプタンが2個団（連隊）の兵力を率いて林西・林東方面へ進出し関東軍の作戦を支援した。1935年以降発生した哈爾哈廟事件やオラホドガ事件 、タウラン事件などの国境紛争では興安北警備軍が出動した。
1937年7月、日中戦争が勃発し、中国軍が熱河省国境の長城線に進出すると、満州国軍の興安南警備軍ほか一部部隊にも出動要請が下された。興安南警備軍は察哈爾省内に前進し日本軍の指揮下に入った。山西省では陽高方面の戦闘を経て、9月13日に加藤連は最先鋒で大同を占領した。その後、山西省北部の各地を転戦し、10月下旬に帰還した。1938年には、共産党軍の熱河省境進出に対し、7月3日、カンジュルジャブ少将を支隊長とする甘支隊（興安騎兵第5団、第2団の約1,000人）が派遣された。甘支隊は冀東地区（河北省東部）を転戦し、12月までの間に戦闘回数45回、高翔雲軍約5,000を撃破した。
1939年にノモンハン事件が発生すると、ウルジン中将の指揮する烏爾金部隊（興安騎兵第1、第2、第8団）が出動した。その後、5月に国防軍として新編成されたばかりの興安師（師長：野村登亀江中将）を基幹とした興安支隊（興安騎兵第4、第5、第6、第12団ほか：約6～7,000名）が派遣された。興安支隊は、7月1日、ノロ高地攻撃を前にソ連軍の砲撃を受けたことで部隊の掌握が困難となり、戦意が低下した。その後の戦闘で支隊の被害は増え、日系軍官の死傷も相次いだことから、士気が乱れた一部の部隊では離隊逃亡者が続出した。長野支隊の増援を受けて、7月10日、興安支隊は残存兵力で三角山を奪取した。7月21日の戦闘で野村支隊長が負傷後送され、残り300名余りとなった興安支隊は、8月2日に日本軍と守備を交替して後方集結した。興安支隊の損害は死傷2,895名であった。
1945年8月、ソ連軍が満州に侵攻すると、第9軍管区、第10軍管区とも戦闘配置につくよう命令を受けた。第9軍管区は通遼から奉天方面へ後退する途中、一部部隊で叛乱が発生して日系軍官が殺害された。8月16日未明には司令官カンジュルジャブ中将が逃亡し、司令官を失った第9軍管区はその日のうちに解散した。第10軍管区は命令を受けてシネヘイ（錫尼河）付近に前進したが、8月11日、参謀長ジョンジュルジャブ少将による叛乱で日系軍官29名が殺害され、その後部隊はソ連軍に投降した。
陸軍興安学校は3つの梯団に分かれて行軍を開始したが、そのいずれも行軍途中で消息を絶った。ノモンハン戦に参加した興安師は、その後改編されて第2師となり、1945年1月から西部国境方面の防衛を担当していた。ソ連侵攻時、第2師（師長：林保治少将）の兵力は一部冀東地区に出動中で、現有兵力約3,000名ほどであった。第2師はソ連軍撃退の命令を受けたが、戦意を喪失した部隊の離散や叛乱が発生し、8月11日に師長は残存部隊の解散を決定した。蜂起した兵士たちは東モンゴル自治政府の人民自治軍となった。

## 編制
1934年時。総人員3,495名。団は連隊、営は大隊、連は中隊に相当。
- 興安東警備軍 - 司令官代理：チョルバートル（綽羅巴図爾）上校、司令部：博克図（ボクト）
  - 興安騎兵第1団、興安騎兵第2団、興安歩兵第1営、扎蘭屯病院

- 興安西警備軍 - 司令官代理：烏古廷上校、司令部：林西
  - 興安騎兵第3団、興安騎兵第4団、独立山砲兵第1連、独立通信第1連、林西病院

- 興安南警備軍 - 司令官：バトマラプタン（巴特瑪拉布坦）少将、参謀長：カンジュルジャブ、司令部：銭家店
  - 興安騎兵第5団、興安騎兵第6団、独立山砲兵第2連、独立通信第2連、銭家屯病院

- 興安北警備軍 - 司令官：ウルジン・ガルマーエフ（烏爾金）少将、参謀長：フリン（福齢）、司令部：ハイラル
  - 興安騎兵第7団、興安騎兵第8団、興安歩兵第2営、ハイラル病院

1945年時。
- 第9軍管区 - 司令官：カンジュルジャブ（甘珠爾扎布）中将、参謀長：徳永恭助上校、司令部：通遼
  - 騎兵第48団、騎兵第49団（鉄石部隊配属）
  - 独立輜重隊、独立砲兵営、独立飛行隊、自動車隊
  - 第9憲兵団、第9通信隊、通遼軍事部病院

- 第10軍管区 - 司令官：郭文林中将、参謀長：ジョンジュルジャブ（正珠爾扎布）少将、司令部：ハイラル
  - 第2師 - 師長：林保治少将
    - 歩兵第36団、騎兵第46団、騎兵第47団
    - 第2師砲兵団、第2師通信隊

  - 陸軍興安学校 - 校長：ウルジン上将
  - ハイラル憲兵団、ハイラル通信隊、ハイラル病院
  - 第五十三部隊